# Gloster Richardson
Gloster Van Richardson (* 18. Juli 1941 in Greenville, Mississippi, USA; † 27. Februar 2020 in Chicago, Illinois) war ein US-amerikanischer American-Football-Spieler. Er spielte als Wide Receiver in der National Football League (NFL) bei den Dallas Cowboys und den Cleveland Browns sowie in der American Football League bei den Kansas City Chiefs.

## Spielerlaufbahn

### Collegekarriere
Gloster Richardson besuchte in seiner Geburtsstadt die High School. Nach seinem Schulabschluss wechselte er an die Jackson State University und spielte dort als Wide Receiver für die Jackson State Tigers College Football. Er entwickelte sich zu einem Leistungsträger und wurde zweimal in die Auswahl Ligaauswahl gewählt.

### Profikarriere
Gloster Richardson wurde im Jahr 1967 von den Kansas City Chiefs in der siebten Runde an 50. Stelle gedraftet. Die von Hank Stram betreuten Chiefs waren ein Spitzenteam in der American Football League (AFL). Im Jahr 1969 gewannen die Chiefs in der Regular Season elf von 14. Spielen, womit der Einzug in die Play-offs erreicht wurde. Zunächst konnten die New York Jets mit 13:6 geschlagen werden, wobei Richardson einen Pass von Quarterback Len Dawson zu einem Touchdown verwerten konnte. Mit einem anschließenden 17:7-Sieg gegen die Oakland Raiders konnte der Titel in der AFL gewonnen werden. Im folgenden Super Bowl IV konnte sich die Mannschaft von Richardson gegen die Minnesota Vikings mit 23:7 durchsetzen.
Im Jahr 1971 wechselte Richardson zu den von Tom Landry trainierten Dallas Cowboys. In dieser Saison gewann Richardson mit den Cowboys in der Regular Season elf von 14 Spielen und zog damit zum zweiten Mal in seiner Laufbahn in die Play-offs ein. Nach einem 14:3-Sieg über die San Francisco 49ers im NFC Championship Game gelang der Einzug in den Super Bowl VI. In diesem Spiel konnten die Cowboys einen 24:3-Sieg über die Miami Dolphins feiern.
Nach dieser Saison wechselte Richardson zu den Oakland Raiders. Allerdings wurde er noch vor der Saison 1972 zu den Cleveland Browns transferiert. Nach der Saison 1974 beendete er seine Laufbahn, kehrte allerdings nochmals im Jahr 1983 zum Footballsport zurück und wurde Assistenztrainer am Mississippi Valley State College. Als Trainer der Wide Receiver betreute er Jerry Rice.

## Abseits des Spielfelds
Neben Gloster waren auch seine Brüder als Footballspieler aktiv. Willie Richardson gewann mit den Baltimore Colts im Jahr 1968 den Titel in der NFL. Tom Richardson spielte für die Boston Patriots und Ernie Richardson war für die Cleveland Browns aktiv.
Er selbst starb in Chicago. Seine Grabstätte ist nicht bekannt.

## Quelle
- Jens Plassmann: NFL – American Football. Das Spiel, die Stars, die Stories (= Rororo 9445 rororo Sport), Rowohlt, Reinbek bei Hamburg 1995, ISBN 3-499-19445-7
- Peter Golenbock: Landry's Boys: An Oral History of a Team and an Era, Triumph Books, 2005, ISBN 1-617-49954-4
- Brian Jensen, Troy Aikman: Where Have All Our Cowboys Gone, 2005, ISBN 1-461-63611-6